# Чарльз Муні
Чарльз Майкл «Чарлі» Муні (англ. Charles Michael "Charlie" Mooney; 27 січня 1951) — американський боксер, призер Олімпійських ігор.

## Аматорська кар'єра
Чарлі Муні був солдатом армії США, залишаючись в армії до виходу на пенсію в серпні 1992 року у званні сержанта першого класу. До 1976 року був триразовим загальноармійським і триразовим міжвідомчим чемпіоном.
На Олімпійських іграх 1976 завоював срібну медаль.
- В 1/32 фіналу переміг Мохамеда Раїса (Марокко) — 5-0
- В 1/16 фіналу переміг Хуана Франсіско Родрігеса (Іспанія) — 4-1
- В 1/8 фіналу переміг Бернардо Онорі (Італія) — 5-0
- В чвертьфіналі переміг Чхоль Сун Хван (Південна Корея) — 5-0
- У півфіналі переміг Віктора Рибакова (СРСР) — 4-1
- У фіналі програв Ку Єн Джу (Північна Корея) — 0-5

Муні так і не став професіоналом після завоювання олімпійської медалі. З 1977 року був помічником загальновійськового тренера. 1984 року був помічником тренера олімпійської збірної США.
Після завершення кар'єри  працював тренером боксерського клубу.